# Уилбер, Ричард
Ри́чард Пе́рди Уи́лбер (англ. Richard Purdy Wilbur; 1 марта 1921, Нью-Йорк, США — 14 октября 2017) — американский поэт, переводчик, педагог. Дважды лауреат Пулитцеровской премии (1957 и 1989).

## Биография
Родился 1 марта 1921 года в Нью-Йорке. Учился в Амхерстском колледже и в Гарварде. С 1943 по 1945 служил в действующей армии США. Традиционалист, тонкий наблюдатель природы и искусства, продолжатель традиций Эмерсона и Фроста.
Пик популярности Уилбера в США пришёлся на 1950-е годы. В сборнике «Advice to a Prophet» (1961) поэт резко выступил против материализма и бездуховности послевоенного поколения. Высокую оценку его поэзии дали, помимо прочих, Владимир Набоков и Иосиф Бродский.
Уилбер с успехом переводил на английский Расина и Мольера, Ахматову и Бродского; последний, в свою очередь, перевёл несколько стихотворений Уилбера на русский. За переводы Мольера Уилбер получил премию американского ПЕН-Центра.

### Стихи
- The Beautiful Changes, and Other Poems / Прекрасные метаморфозы (1947)
- Ceremony, and Other Poems / Церемония (1950)
- A Bestiary / Бестиарий (1955)
- Things of This World / Земное (1956). Пулитцеровская премия 1957 г.
- Advice to a Prophet, and Other Poems / Совет пророку (1961)
- Walking to Sleep: New Poems and Translations / Бредем в царство сна (1969)
- The Mind-Reader: New Poems / Ясновидящий (1976)
- New and Collected Poems / Новые и старые стихи (1988). Пулитцеровская премия 1989 г.
- Mayflies: New Poems and Translations (2000)
- Collected Poems, 1943—2004 (2004)

### Проза
- Responses: Prose Pieces, 1953—1976 / Отклики (1976). Эссе и автобиографические заметки.
- The Catbird’s Song: Prose Pieces, 1963—1995 (1997)

### Переводы на русский
- Стихи (Перевод с английского А. Сергеева, П. Грушко) // Современная американская поэзия: Антология. – М.: Прогресс, 1975. – С. 244–257. pdf
- Стихи (Перевод с английского Андрея Сергеева. Вступление А. Зверева) // Иностранная литература, 1979, № 10. – С. 111–116. pdf
- Стихи (Перевод с английского А. Сергеева, П. Грушко) // Американская поэзия в русских переводах. XIX—XX вв. / Сост. С. Б. Джимбинов. На англ. яз. с параллельным русск. текстом. – М.: Радуга, 1983. – С. 452–461. pdf
- Из старых и новых стихов (Перевод с английского Иосифа Бродского, Андрея Сергеева. Послесловие Ричарда Уилбера) // Иностранная литература, 1990, № 10. – С. 49–57. pdf
- Заметки на полях: Стихи (Перевод с английского Ларисы Сидюк) // Сайт «Лавка языков», 2001. Раздел «Английские рифмы».
- Стихи (Перевод с английского В. Гандельсмана, Г. Стариковского) // Звезда, 2005, № 4.
- Из Р. Уилбера: Миры. «Мой конь как будто твёрдо знал…» // Храмов Е.Л. Куда вы уходите, люди. – М.: Булат, 2007. – С. 138–139.
- Стихи (Перевод с английского Ивана Елагина) // Сайт «ImWerden», 2008. pdf

### Критика
- Brodsky J. On Richard Wilbur // The American Poetry Review, Vol. 2, No. 1 (Jan./ Feb. 1973), p. 52. https://www.jstor.org/stable/40742806